# Guainville
Guainville és un municipi francès, situat al departament de l'Eure i Loir i a la regió de Centre – Vall del Loira. L'any 2007 tenia 659 habitants.

## Demografia

### Població
El 2007 la població de fet de Guainville era de 659 persones. Hi havia 220 famílies, de les quals 48 eren unipersonals (24 homes vivint sols i 24 dones vivint soles), 64 parelles sense fills i 108 parelles amb fills.
La població ha evolucionat segons el següent gràfic:
Habitants censats

### Habitatges
El 2007 hi havia 324 habitatges, 228 eren l'habitatge principal de la família, 81 eren segones residències i 15 estaven desocupats. 294 eren cases i 2 eren apartaments. Dels 228 habitatges principals, 189 estaven ocupats pels seus propietaris, 28 estaven llogats i ocupats pels llogaters i 11 estaven cedits a títol gratuït; 2 tenien una cambra, 7 en tenien dues, 29 en tenien tres, 54 en tenien quatre i 136 en tenien cinc o més. 176 habitatges disposaven pel capbaix d'una plaça de pàrquing. A 92 habitatges hi havia un automòbil i a 125 n'hi havia dos o més.

### Piràmide de població
La piràmide de població per edats i sexe el 2009 era:
| Homes | Edats   | Dones |
| ----- | ------- | ----- |
| 0     | 95 o +  | 0     |
| 0     | 90 a 94 | 0     |
| 9     | 85 a 89 | 1     |
| 1     | 80 a 84 | 9     |
| 6     | 75 a 79 | 8     |
| 12    | 70 a 74 | 21    |
| 10    | 65 a 69 | 7     |
| 9     | 60 a 64 | 9     |
| 13    | 55 a 59 | 11    |
| 8     | 50 a 54 | 16    |
| 31    | 45 a 49 | 34    |
| 28    | 40 a 44 | 30    |
| 26    | 35 a 39 | 22    |
| 23    | 30 a 34 | 25    |
| 13    | 25 a 29 | 30    |
| 12    | 20 a 24 | 8     |
| 24    | 15 a 19 | 26    |
| 28    | 10 a 14 | 22    |
| 20    | 5 a 9   | 15    |
| 24    | 0 a 4   | 19    |

## Economia
El 2007 la població en edat de treballar era de 478 persones, 331 eren actives i 147 eren inactives. De les 331 persones actives 302 estaven ocupades (162 homes i 140 dones) i 29 estaven aturades (15 homes i 14 dones). De les 147 persones inactives 27 estaven jubilades, 36 estaven estudiant i 84 estaven classificades com a «altres inactius».

### Ingressos
El 2009 a Guainville hi havia 235 unitats fiscals que integraven 632 persones, la mediana anual d'ingressos fiscals per persona era de 22.599 €.

### Activitats econòmiques
Dels 33 establiments que hi havia el 2007, 2 eren d'empreses de fabricació de material elèctric, 2 d'empreses de fabricació d'altres productes industrials, 7 d'empreses de construcció, 6 d'empreses de comerç i reparació d'automòbils, 1 d'una empresa d'hostatgeria i restauració, 2 d'empreses d'informació i comunicació, 1 d'una empresa financera, 3 d'empreses immobiliàries, 8 d'empreses de serveis i 1 d'una entitat de l'administració pública.
Dels 5 establiments de servei als particulars que hi havia el 2009, 1 era un guixaire pintor, 2 fusteries i 2 lampisteries.
L'any 2000 a Guainville hi havia 10 explotacions agrícoles que ocupaven un total de 765 hectàrees.

## Equipaments sanitaris i escolars
El 2009 hi havia una escola elemental integrada dins d'un grup escolar amb les comunes properes formant una escola dispersa.

## Poblacions més properes
El següent diagrama mostra les poblacions més properes.